# Acampe joiceyana
A cam trắng hồng (danh pháp hai phần: Acampe joiceyana) là một loài thực vật có hoa trong họ Lan. Loài này được (J.J.Sm.) Seidenf. mô tả khoa học đầu tiên năm 2002.